# Église Saint-Georges de Ležimir
Pour les articles homonymes, voir Église Saint-Georges.
L'église Saint-Georges de Ležimir (en serbe cyrillique : Српска православна црква Светог Георгија у Лежимиру ; en serbe latin : Srpska pravoslavna crkva Svetog Georgija u Ležimiru) est une église orthodoxe serbe située dans le village de Ležimir en Serbie, sur le territoire de la ville de Sremska Mitrovica et dans la province de Voïvodine. Construite dans la seconde moitié du XVIIIe siècle, elle est inscrite sur la liste des monuments culturels de grande importance de la république de Serbie (identifiant no SK 1323).

## Présentation

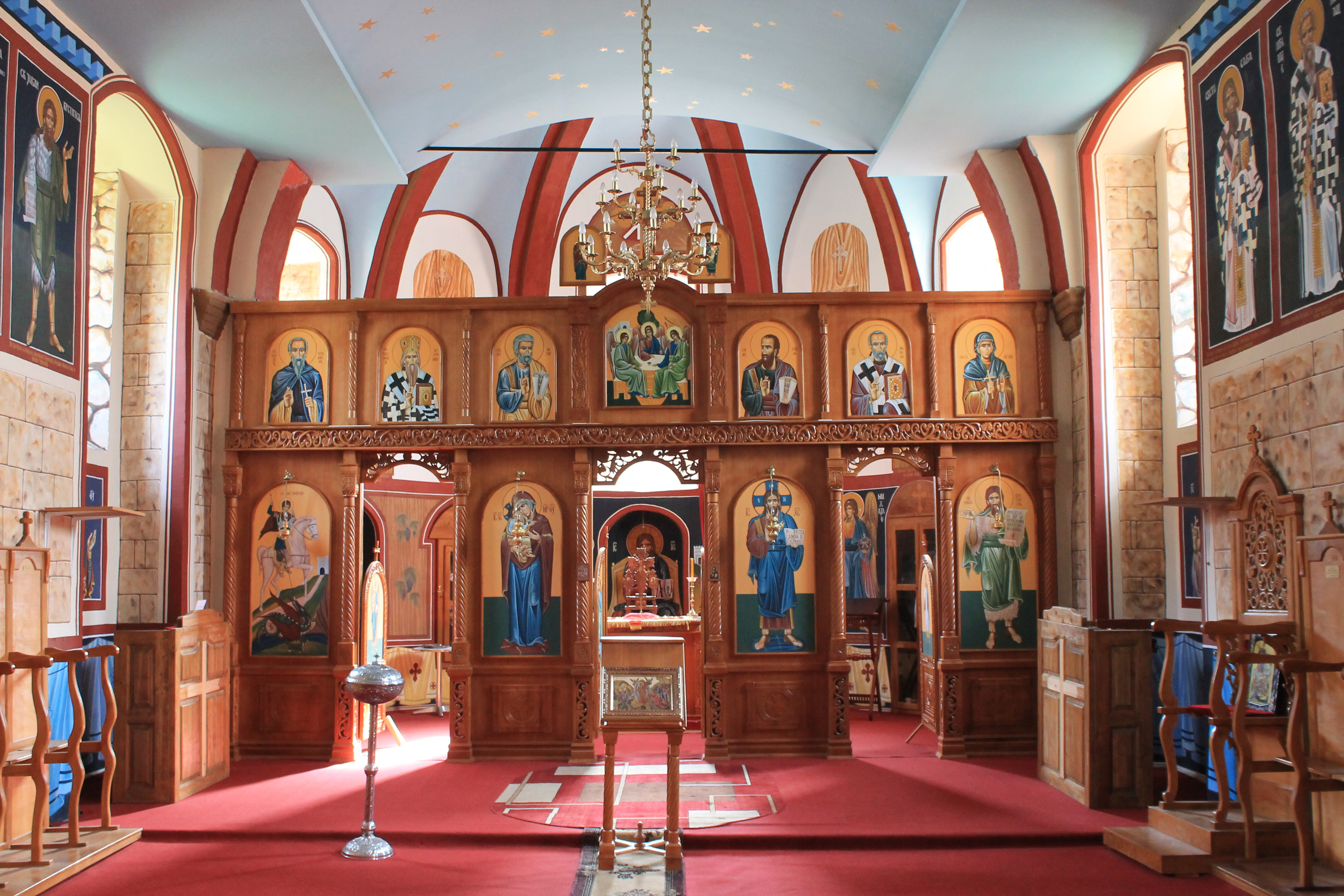
L'iconostase.

Le village de Ležimir est situé dans le massif de la Fruška gora, au nord de Sremska Mitrovica. L'église Saint-Georges a été construite dans la seconde moitié du XVIIIe siècle et se caractérise par un style baroque. Elle est constituée d'une nef unique prolongée par une abside polygonale et, à l'ouest, elle est surmontée par un haut clocher baroque. Les façades sont décorées d'arcatures aveugles et de pilastres ornés de chapiteaux et surmontés d'une corniche qui court en dessous du toit. L'entrée principale de l'édifice se trouve à l'ouest, avec un portail secondaire au sud.
L'iconostase a été sculptée dans la seconde moitié du XVIIIe siècle dans un style rococo ; mais son auteur est inconnu ; on y trouve des grappes de raisin, des feuilles de chêne, des boutons de rose et des volutes qui encadrent les icônes ; après la Seconde Guerre mondiale, elle a été endommagée par un incendie et certaines icônes ont été transférées au musée d'Art religieux de Sremska Mitrovica. Ces peintures, autrefois attribuées à Mojsej Subotić, seraient en fait l'œuvre de Jovan Isajlović Stariji.
L'église a été restaurée dans les années 1980.